# Авдонин, Александр Николаевич (геолог)
Александр Николаевич Авдонин (род. 10 июня 1932, Свердловск) — советский и российский геолог, доктор геолого-минералогических наук (1989). Один из первооткрывателей места сокрытия останков царской семьи. Член правительственной комиссии по идентификации останков царской семьи. Организатор регулярно проводимых «Романовских чтений», председатель общественного фонда «Обретение», заведующий музеем памяти Романовых в Екатеринбурге.

## Биография
Родился в 1932 году в городе Свердловске в семье инженера-строителя Николая Гавриловича и домохозяйки Ксении Ивановны Авдониных. Русский.
Окончил семь классов школы № 66 в 1948 году. После школы поступил в Свердловский горно-металлургический техникум имени И. И. Ползунова, который окончил в 1952 году по специальности «техник-геолог». С 1952 по 1957 году учился на факультете геологии и геофизики Свердловского горного института имени В. В. Вахрушева, получив специальность инженера-геофизика.
В период с 1957 по 1991 годы работал в Уральском геологическом управлении в должности руководителя опытно-методических исследований в Уральской геофизической экспедиции. Участвовал в разработке методики геолого-геофизических поисков и разведки глубокозалегающих железорудных месторождений. В 1967 году Александр Николаевич защитил кандидатскую диссертацию по теме «Геологическая интерпретация магнитных аномалий в скважинах при разведке магнетитовых месторождений Урала».
В 1989 году на основании представленного научного доклада «Методы магниторазведки как основа прогнозирования, поисков и разведки магнетитовых месторождений Урала и Зауралья» ему была присуждена учёная степень доктора геолого-минералогических наук.
С детских лет А. Н. Авдонин увлекался краеведением, был активным членом детского географического общества «Глобус» при Свердловском Дворце пионеров. В 1979 году он вместе со своими товарищами М. Кочуровым, Г. Васильевым, Г. Рябовым обнаружил место сокрытия останков царской семьи, расстрелянной в Екатеринбурге в доме инженера Н. Ипатьева. В 1991 году после изменения политической ситуации в стране Александр Николаевич организовал Екатеринбургский общественный фонд «Обретение» и стал его председателем. В 1993 году он был включён в состав правительственной комиссии по идентификации останков царской семьи и являлся её постоянным членом до захоронения найденных останков в Санкт-Петербурге. С 1993 года А. Н. Авдонин работает старшим научным сотрудником Свердловского областного краеведческого музея. Александр Николаевич является организатором и членом творческого коллектива по созданию выставок «Россия. Романовы. Урал» (1993) и «Романовы : возвращение в историю» (1997), автором монографий и научных статей, инициатором проведения научно-практических конференций «Романовские чтения». Выступал с публичными лекциями в университетах США, Италии, Испании, Германии, других стран.

## Семья
- брат — Владимир (в честь него назван минерал авдонинит)

## Сочинения
- Тайна старой Коптяковской дороги // Источник : журнал. — 1994. — № 5. — С. 60—76. Архивировано из оригинала 19 июля 2013 года.
- В жерновах революции: документальный очерк о комиссаре В. В. Яковлеве. — Екатеринбург: Банк культурной информации, 1995. — 224 с., ил.
- Дело жизни судебного следователя Николая Соколова. — Екатеринбург: Ява, 2000. — 86 с. ISBN 5-93614-003-2
- Обретение останков царской семьи // Уральский музей : журнал. — март 2008. — Т. 41, № 3.